# Portail Roddick
Pour les articles homonymes, voir Roddick.
Le portail Roddick est l'entrée principale du campus du centre-ville de l'Université McGill, à Montréal.

## Situation et accès
Il est situé à l'embouchure nord de l'avenue McGill College, sur la rue Sherbrooke.

## Origine du nom
Il porte le nom de  Thomas George Roddick, un important docteur qui a introduit l'usage régulier d'antiseptiques pour les chirurgies et qui a été doyen de la faculté de médecine de 1901 à 1908.

## Historique

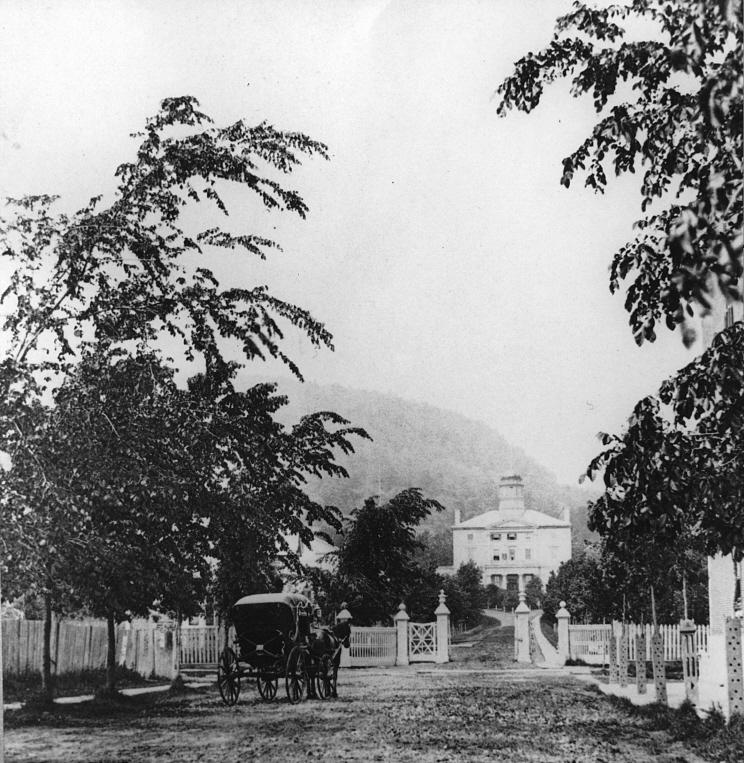
Portail de l'université en 1869

McGill a eu différent portails sur la rue Sherbrooke dans les années 1860. En 1924, Amy Redpath Roddick a fait don du portail Roddick en mémoire de son mari, Thomas George Roddick. Le 28 mai 1925, il est officiellement inauguré. 
Son horloge est rénovée en 2010, avec une restauration de la maçonnerie en 2017.